# Swynnertonia swynnertoni
Swynnertonia swynnertoni là một loài chim trong họ Muscicapidae.